# 1512
Portal Geschichte | Portal Biografien | Aktuelle Ereignisse | Jahreskalender | Tagesartikel

◄ |
15. Jahrhundert |
16. Jahrhundert
| 17. Jahrhundert | ►

◄ |
1480er |
1490er |
1500er |
1510er
| 1520er | 1530er | 1540er | ►

◄◄ |
◄ |
1508 |
1509 |
1510 |
1511 |
1512
| 1513 | 1514 | 1515 | 1516 | ► | ►►
Staatsoberhäupter  · Nekrolog · Kunstjahr · Literaturjahr · Musikjahr   · Wissenschaftsjahr
| Januar | Januar | Januar | Januar | Januar | Januar | Januar | Januar |
| Kw     | Mo     | Di     | Mi     | Do     | Fr     | Sa     | So     |
| ------ | ------ | ------ | ------ | ------ | ------ | ------ | ------ |
| 1      |        |        |        | 1      | 2      | 3      | 4      |
| 2      | 5      | 6      | 7      | 8      | 9      | 10     | 11     |
| 3      | 12     | 13     | 14     | 15     | 16     | 17     | 18     |
| 4      | 19     | 20     | 21     | 22     | 23     | 24     | 25     |
| 5      | 26     | 27     | 28     | 29     | 30     | 31     |        |

| Februar | Februar | Februar | Februar | Februar | Februar | Februar | Februar |
| Kw      | Mo      | Di      | Mi      | Do      | Fr      | Sa      | So      |
| ------- | ------- | ------- | ------- | ------- | ------- | ------- | ------- |
| 5       |         |         |         |         |         |         | 1       |
| 6       | 2       | 3       | 4       | 5       | 6       | 7       | 8       |
| 7       | 9       | 10      | 11      | 12      | 13      | 14      | 15      |
| 8       | 16      | 17      | 18      | 19      | 20      | 21      | 22      |
| 9       | 23      | 24      | 25      | 26      | 27      | 28      | 29      |

| März | März | März | März | März | März | März | März |
| Kw   | Mo   | Di   | Mi   | Do   | Fr   | Sa   | So   |
| ---- | ---- | ---- | ---- | ---- | ---- | ---- | ---- |
| 10   | 1    | 2    | 3    | 4    | 5    | 6    | 7    |
| 11   | 8    | 9    | 10   | 11   | 12   | 13   | 14   |
| 12   | 15   | 16   | 17   | 18   | 19   | 20   | 21   |
| 13   | 22   | 23   | 24   | 25   | 26   | 27   | 28   |
| 14   | 29   | 30   | 31   |      |      |      |      |

| April | April | April | April | April | April | April | April |
| Kw    | Mo    | Di    | Mi    | Do    | Fr    | Sa    | So    |
| ----- | ----- | ----- | ----- | ----- | ----- | ----- | ----- |
| 14    |       |       |       | 1     | 2     | 3     | 4     |
| 15    | 5     | 6     | 7     | 8     | 9     | 10    | 11    |
| 16    | 12    | 13    | 14    | 15    | 16    | 17    | 18    |
| 17    | 19    | 20    | 21    | 22    | 23    | 24    | 25    |
| 18    | 26    | 27    | 28    | 29    | 30    |       |       |

| Mai | Mai | Mai | Mai | Mai | Mai | Mai | Mai |
| Kw  | Mo  | Di  | Mi  | Do  | Fr  | Sa  | So  |
| --- | --- | --- | --- | --- | --- | --- | --- |
| 18  |     |     |     |     |     | 1   | 2   |
| 19  | 3   | 4   | 5   | 6   | 7   | 8   | 9   |
| 20  | 10  | 11  | 12  | 13  | 14  | 15  | 16  |
| 21  | 17  | 18  | 19  | 20  | 21  | 22  | 23  |
| 22  | 24  | 25  | 26  | 27  | 28  | 29  | 30  |
| 23  | 31  |     |     |     |     |     |     |

| Juni | Juni | Juni | Juni | Juni | Juni | Juni | Juni |
| Kw   | Mo   | Di   | Mi   | Do   | Fr   | Sa   | So   |
| ---- | ---- | ---- | ---- | ---- | ---- | ---- | ---- |
| 23   |      | 1    | 2    | 3    | 4    | 5    | 6    |
| 24   | 7    | 8    | 9    | 10   | 11   | 12   | 13   |
| 25   | 14   | 15   | 16   | 17   | 18   | 19   | 20   |
| 26   | 21   | 22   | 23   | 24   | 25   | 26   | 27   |
| 27   | 28   | 29   | 30   |      |      |      |      |

| Juli | Juli | Juli | Juli | Juli | Juli | Juli | Juli |
| Kw   | Mo   | Di   | Mi   | Do   | Fr   | Sa   | So   |
| ---- | ---- | ---- | ---- | ---- | ---- | ---- | ---- |
| 27   |      |      |      | 1    | 2    | 3    | 4    |
| 28   | 5    | 6    | 7    | 8    | 9    | 10   | 11   |
| 29   | 12   | 13   | 14   | 15   | 16   | 17   | 18   |
| 30   | 19   | 20   | 21   | 22   | 23   | 24   | 25   |
| 31   | 26   | 27   | 28   | 29   | 30   | 31   |      |

| August | August | August | August | August | August | August | August |
| Kw     | Mo     | Di     | Mi     | Do     | Fr     | Sa     | So     |
| ------ | ------ | ------ | ------ | ------ | ------ | ------ | ------ |
| 31     |        |        |        |        |        |        | 1      |
| 32     | 2      | 3      | 4      | 5      | 6      | 7      | 8      |
| 33     | 9      | 10     | 11     | 12     | 13     | 14     | 15     |
| 34     | 16     | 17     | 18     | 19     | 20     | 21     | 22     |
| 35     | 23     | 24     | 25     | 26     | 27     | 28     | 29     |
| 36     | 30     | 31     |        |        |        |        |        |

| September | September | September | September | September | September | September | September |
| Kw        | Mo        | Di        | Mi        | Do        | Fr        | Sa        | So        |
| --------- | --------- | --------- | --------- | --------- | --------- | --------- | --------- |
| 36        |           |           | 1         | 2         | 3         | 4         | 5         |
| 37        | 6         | 7         | 8         | 9         | 10        | 11        | 12        |
| 38        | 13        | 14        | 15        | 16        | 17        | 18        | 19        |
| 39        | 20        | 21        | 22        | 23        | 24        | 25        | 26        |
| 40        | 27        | 28        | 29        | 30        |           |           |           |

| Oktober | Oktober | Oktober | Oktober | Oktober | Oktober | Oktober | Oktober |
| Kw      | Mo      | Di      | Mi      | Do      | Fr      | Sa      | So      |
| ------- | ------- | ------- | ------- | ------- | ------- | ------- | ------- |
| 40      |         |         |         |         | 1       | 2       | 3       |
| 41      | 4       | 5       | 6       | 7       | 8       | 9       | 10      |
| 42      | 11      | 12      | 13      | 14      | 15      | 16      | 17      |
| 43      | 18      | 19      | 20      | 21      | 22      | 23      | 24      |
| 44      | 25      | 26      | 27      | 28      | 29      | 30      | 31      |

| November | November | November | November | November | November | November | November |
| Kw       | Mo       | Di       | Mi       | Do       | Fr       | Sa       | So       |
| -------- | -------- | -------- | -------- | -------- | -------- | -------- | -------- |
| 45       | 1        | 2        | 3        | 4        | 5        | 6        | 7        |
| 46       | 8        | 9        | 10       | 11       | 12       | 13       | 14       |
| 47       | 15       | 16       | 17       | 18       | 19       | 20       | 21       |
| 48       | 22       | 23       | 24       | 25       | 26       | 27       | 28       |
| 49       | 29       | 30       |          |          |          |          |          |

| Dezember | Dezember | Dezember | Dezember | Dezember | Dezember | Dezember | Dezember |
| Kw       | Mo       | Di       | Mi       | Do       | Fr       | Sa       | So       |
| -------- | -------- | -------- | -------- | -------- | -------- | -------- | -------- |
| 49       |          |          | 1        | 2        | 3        | 4        | 5        |
| 50       | 6        | 7        | 8        | 9        | 10       | 11       | 12       |
| 51       | 13       | 14       | 15       | 16       | 17       | 18       | 19       |
| 52       | 20       | 21       | 22       | 23       | 24       | 25       | 26       |
| 53       | 27       | 28       | 29       | 30       | 31       |          |          |

| Januar | Januar | Januar | Januar | Januar | Januar | Januar | Januar |
| Kw     | Mo     | Di     | Mi     | Do     | Fr     | Sa     | So     |
| ------ | ------ | ------ | ------ | ------ | ------ | ------ | ------ |
| 1      |        |        |        | 1      | 2      | 3      | 4      |
| 2      | 5      | 6      | 7      | 8      | 9      | 10     | 11     |
| 3      | 12     | 13     | 14     | 15     | 16     | 17     | 18     |
| 4      | 19     | 20     | 21     | 22     | 23     | 24     | 25     |
| 5      | 26     | 27     | 28     | 29     | 30     | 31     |        |

| Februar | Februar | Februar | Februar | Februar | Februar | Februar | Februar |
| Kw      | Mo      | Di      | Mi      | Do      | Fr      | Sa      | So      |
| ------- | ------- | ------- | ------- | ------- | ------- | ------- | ------- |
| 5       |         |         |         |         |         |         | 1       |
| 6       | 2       | 3       | 4       | 5       | 6       | 7       | 8       |
| 7       | 9       | 10      | 11      | 12      | 13      | 14      | 15      |
| 8       | 16      | 17      | 18      | 19      | 20      | 21      | 22      |
| 9       | 23      | 24      | 25      | 26      | 27      | 28      | 29      |

| März | März | März | März | März | März | März | März |
| Kw   | Mo   | Di   | Mi   | Do   | Fr   | Sa   | So   |
| ---- | ---- | ---- | ---- | ---- | ---- | ---- | ---- |
| 10   | 1    | 2    | 3    | 4    | 5    | 6    | 7    |
| 11   | 8    | 9    | 10   | 11   | 12   | 13   | 14   |
| 12   | 15   | 16   | 17   | 18   | 19   | 20   | 21   |
| 13   | 22   | 23   | 24   | 25   | 26   | 27   | 28   |
| 14   | 29   | 30   | 31   |      |      |      |      |

| April | April | April | April | April | April | April | April |
| Kw    | Mo    | Di    | Mi    | Do    | Fr    | Sa    | So    |
| ----- | ----- | ----- | ----- | ----- | ----- | ----- | ----- |
| 14    |       |       |       | 1     | 2     | 3     | 4     |
| 15    | 5     | 6     | 7     | 8     | 9     | 10    | 11    |
| 16    | 12    | 13    | 14    | 15    | 16    | 17    | 18    |
| 17    | 19    | 20    | 21    | 22    | 23    | 24    | 25    |
| 18    | 26    | 27    | 28    | 29    | 30    |       |       |

| Mai | Mai | Mai | Mai | Mai | Mai | Mai | Mai |
| Kw  | Mo  | Di  | Mi  | Do  | Fr  | Sa  | So  |
| --- | --- | --- | --- | --- | --- | --- | --- |
| 18  |     |     |     |     |     | 1   | 2   |
| 19  | 3   | 4   | 5   | 6   | 7   | 8   | 9   |
| 20  | 10  | 11  | 12  | 13  | 14  | 15  | 16  |
| 21  | 17  | 18  | 19  | 20  | 21  | 22  | 23  |
| 22  | 24  | 25  | 26  | 27  | 28  | 29  | 30  |
| 23  | 31  |     |     |     |     |     |     |

| Juni | Juni | Juni | Juni | Juni | Juni | Juni | Juni |
| Kw   | Mo   | Di   | Mi   | Do   | Fr   | Sa   | So   |
| ---- | ---- | ---- | ---- | ---- | ---- | ---- | ---- |
| 23   |      | 1    | 2    | 3    | 4    | 5    | 6    |
| 24   | 7    | 8    | 9    | 10   | 11   | 12   | 13   |
| 25   | 14   | 15   | 16   | 17   | 18   | 19   | 20   |
| 26   | 21   | 22   | 23   | 24   | 25   | 26   | 27   |
| 27   | 28   | 29   | 30   |      |      |      |      |

| Juli | Juli | Juli | Juli | Juli | Juli | Juli | Juli |
| Kw   | Mo   | Di   | Mi   | Do   | Fr   | Sa   | So   |
| ---- | ---- | ---- | ---- | ---- | ---- | ---- | ---- |
| 27   |      |      |      | 1    | 2    | 3    | 4    |
| 28   | 5    | 6    | 7    | 8    | 9    | 10   | 11   |
| 29   | 12   | 13   | 14   | 15   | 16   | 17   | 18   |
| 30   | 19   | 20   | 21   | 22   | 23   | 24   | 25   |
| 31   | 26   | 27   | 28   | 29   | 30   | 31   |      |

| August | August | August | August | August | August | August | August |
| Kw     | Mo     | Di     | Mi     | Do     | Fr     | Sa     | So     |
| ------ | ------ | ------ | ------ | ------ | ------ | ------ | ------ |
| 31     |        |        |        |        |        |        | 1      |
| 32     | 2      | 3      | 4      | 5      | 6      | 7      | 8      |
| 33     | 9      | 10     | 11     | 12     | 13     | 14     | 15     |
| 34     | 16     | 17     | 18     | 19     | 20     | 21     | 22     |
| 35     | 23     | 24     | 25     | 26     | 27     | 28     | 29     |
| 36     | 30     | 31     |        |        |        |        |        |

| September | September | September | September | September | September | September | September |
| Kw        | Mo        | Di        | Mi        | Do        | Fr        | Sa        | So        |
| --------- | --------- | --------- | --------- | --------- | --------- | --------- | --------- |
| 36        |           |           | 1         | 2         | 3         | 4         | 5         |
| 37        | 6         | 7         | 8         | 9         | 10        | 11        | 12        |
| 38        | 13        | 14        | 15        | 16        | 17        | 18        | 19        |
| 39        | 20        | 21        | 22        | 23        | 24        | 25        | 26        |
| 40        | 27        | 28        | 29        | 30        |           |           |           |

| Oktober | Oktober | Oktober | Oktober | Oktober | Oktober | Oktober | Oktober |
| Kw      | Mo      | Di      | Mi      | Do      | Fr      | Sa      | So      |
| ------- | ------- | ------- | ------- | ------- | ------- | ------- | ------- |
| 40      |         |         |         |         | 1       | 2       | 3       |
| 41      | 4       | 5       | 6       | 7       | 8       | 9       | 10      |
| 42      | 11      | 12      | 13      | 14      | 15      | 16      | 17      |
| 43      | 18      | 19      | 20      | 21      | 22      | 23      | 24      |
| 44      | 25      | 26      | 27      | 28      | 29      | 30      | 31      |

| November | November | November | November | November | November | November | November |
| Kw       | Mo       | Di       | Mi       | Do       | Fr       | Sa       | So       |
| -------- | -------- | -------- | -------- | -------- | -------- | -------- | -------- |
| 45       | 1        | 2        | 3        | 4        | 5        | 6        | 7        |
| 46       | 8        | 9        | 10       | 11       | 12       | 13       | 14       |
| 47       | 15       | 16       | 17       | 18       | 19       | 20       | 21       |
| 48       | 22       | 23       | 24       | 25       | 26       | 27       | 28       |
| 49       | 29       | 30       |          |          |          |          |          |

| Dezember | Dezember | Dezember | Dezember | Dezember | Dezember | Dezember | Dezember |
| Kw       | Mo       | Di       | Mi       | Do       | Fr       | Sa       | So       |
| -------- | -------- | -------- | -------- | -------- | -------- | -------- | -------- |
| 49       |          |          | 1        | 2        | 3        | 4        | 5        |
| 50       | 6        | 7        | 8        | 9        | 10       | 11       | 12       |
| 51       | 13       | 14       | 15       | 16       | 17       | 18       | 19       |
| 52       | 20       | 21       | 22       | 23       | 24       | 25       | 26       |
| 53       | 27       | 28       | 29       | 30       | 31       |          |          |

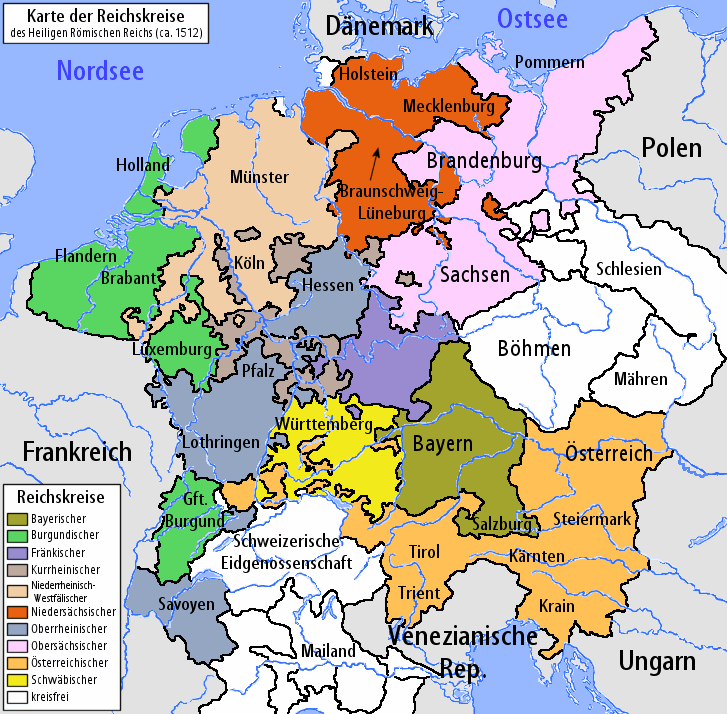
Die Reichskreise des Heiligen Römischen Reiches 1512, vor der Reichsreform

Die Reichskreise des Heiligen Römischen Reiches 1560, nach der Reichsreform

Das Jahr 1512 bringt eine weitere Reichsreform durch Kaiser Maximilian I., der das Heilige Römische Reich zur besseren Verwaltung durch das Reichsregiment in zehn Reichskreise einteilt, eine Einteilung, die bis zum Erlöschen des Reichs im Jahr 1806 Bestand hat. Im Zuge einer Reichsreform teilte Kaiser Maximilian I. das Heilige Römische Reich in zehn Reichskreise ein, 1560.
Frankreich muss sich trotz eines Sieges in der Schlacht bei Ravenna aus Norditalien zurückziehen, was den Medici die Gelegenheit eröffnet, wieder als Herrscher in Florenz einzuziehen, und den Sforza, nach Mailand zurückzukehren. Die Eidgenossen steigen zwischenzeitlich zu einer regionalen Macht auf.
Im Osmanischen Reich kommt es zu einem Thronwechsel: Selim I. setzt seinen Vater Bayezid II., der wenig später unter ungeklärten Umständen ums Leben kommt, als Sultan ab und übernimmt die Herrschaft.
Außerhalb von Europa teilen die Kolonialmächte Portugal und Spanien die Welt weiter untereinander auf und festigen die Herrschaft in ihren jeweiligen Reichen durch gesetzliche Regelungen und durch die bewaffnete Unterdrückung von Widerständen.
Der kulturelle Höhepunkt des Jahres ist die Enthüllung von Michelangelo Buonarrotis Deckengemälde in der Sixtinischen Kapelle in Anwesenheit des Auftraggebers Papst Julius II., der im gleichen Jahr das fünfte Laterankonzil eröffnet hat, dessen Ziel neuerlich eine Kirchenreform ist.

## Ereignisse

### Politik und Weltgeschehen

#### Spanisches Weltreich

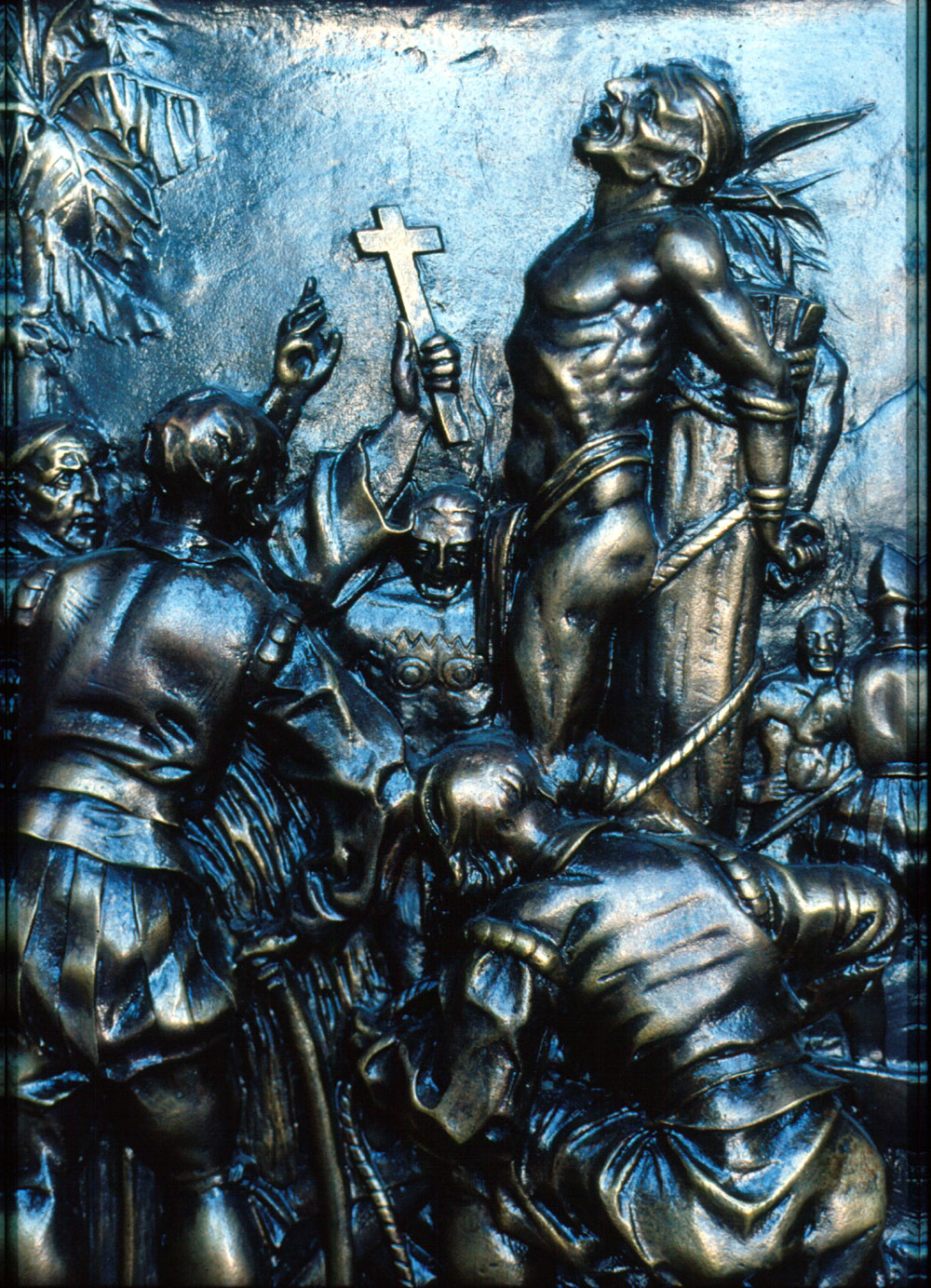
Portal des Kapitols von Havanna: die Verbrennung von Hatuey durch die Spanier

- 2. Februar: Der Taíno-Häuptling Hatuey wird nach kurzem Widerstandskampf von den Spaniern unter Gouverneur Diego Velázquez de Cuéllar auf Kuba gefangen und hingerichtet.
- Als Nachfolger des am 22. Februar verstorbenen Amerigo Vespucci wird Juan Díaz de Solís zum piloto mayor der Casa de Contratación ernannt. Damit ist er vor allem für die Aktualisierung des Padrón Real zuständig, der Landkarte, auf der alle Neuentdeckungen festgehalten werden.
- Juli: König Johann III. und seine Gattin Katharina werden von Fadrique Álvarez de Toledo, 2. Herzog von Alba im Auftrag von Ferdinand II. von Aragón und León-Kastilien in einem nur zwei Wochen dauernden Feldzug aus dem Königreich Navarra vertrieben und müssen sich in den kleinen Reichsteil nördlich der Pyrenäen zurückziehen. Navarra wird dem spanischen Königreich einverleibt und von einem Vizekönig verwaltet.
- 27. Dezember: Derecho Indiano: In den Leyes de Burgos regelt Spanien gesetzlich den Umgang mit der einheimischen Bevölkerung in der Neuen Welt. Das neue Recht verlangt deren Teilnahme an der Katechese, ächtet Bigamie und behält das Gewaltmonopol den spanischen Beamten vor. Ursprünglich sind die Gesetze auf die Insel Hispaniola beschränkt, werden jedoch bald auf die anderen spanischen Kolonien ausgeweitet.

#### Portugiesisches Weltreich
- Der portugiesische Seefahrer António de Abreu erreicht auf der Suche nach den Gewürzinseln von Portugiesisch-Indien aus als erster Europäer die Insel Timor, die in mehrere kleine unabhängige Königreiche (Kerajaan) aufgeteilt ist, sowie die Inseln Solor und Alor. In den nächsten Jahren wird hier die Kolonie Portugiesisch-Timor errichtet.
- Der Portugiese Francisco Serrão schließt ein Bündnis mit dem Sultan von Ternate, dessen persönlicher Berater er wird. Im folgenden Jahr dürfen die Portugiesen eine Faktorei auf der Insel errichten.
- Portugiesen erobern die zum Sultanat von Delhi gehörende indische Stadt Surat, plündern sie und brennen sie nieder.

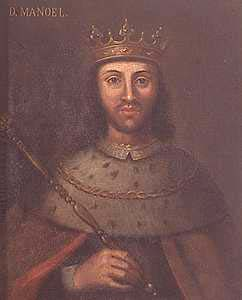
König Manuel der Glückliche

- König Manuel I. von Portugal erlässt ein „Regimento“ betreffend das verbündete Königreich Kongo unter König Afonso I., das besagt, dass die Portugiesen dem Mani-Kongo bei der Organisation seines Reiches beiseite stehen sollen, inklusive des Aufbaus eines Rechtssystems nach europäischem Muster sowie eines Heeres. Auch missionarisches Engagement, die Unterstützung beim Bau von Kirchen sowie die Unterrichtung des Hofes in portugiesischer Etikette sind vorgesehen, im Gegenzug soll der Kongo die portugiesischen Schiffe mit wertvoller Fracht füllen, insbesondere mit Sklaven, Elfenbein und Kupfer.
- Das Edikt Manuels I. aus dem Jahr 1497, mit dem die religiöse Verfolgung der Marranen untersagt wird, wird verlängert. Trotzdem verschärft sich die Lage der zwangsgetauften Juden in Portugal zusehends.
- um 1512: António de Abreu erreicht die Banda-Inseln.

#### Italienische Kriege / Heilige Liga
Im Zuge der Italienischen Kriege mit Habsburg um die Hegemonie in Europa fielen französische Truppen unter dem Kommando von Gaston de Foix, dem Herzog von Nemours, im Februar in die Romagna und ins Veneto ein. Frankreich wollte der im Vorjahr gegründeten Heiligen Liga die Kontrolle auch dieser Regionen entreißen. Die Franzosen eroberten mehrere Städte, unter anderem wurde Brescia nachhaltig geplündert. Gaston de Foix wusste, dass die vom englischen König Heinrich VIII. angedrohte Invasion Frankreichs die Rückverlegung eines Großteils seiner Armee nach Frankreich erfordern würde. Daher bemühte er sich, zuvor den Gegner zu einer Entscheidungsschlacht zu zwingen. Ende März marschierten die Franzosen gemeinsam mit Alfonso I. d’Este, Herzog von Ferrara, von Bologna aus nach Osten und begannen mit der Belagerung Ravennas, das von päpstlichen Truppen verteidigt wurde. Alarmiert durch die Gefahr, seine letzte Festung in der Romagna zu verlieren, verlangte und erhielt Papst Julius II. eine Armee, die unter dem Kommando von Ramón de Cardona, dem spanischen Vizekönig von Neapel, auszog, um die Stadt zu befreien.

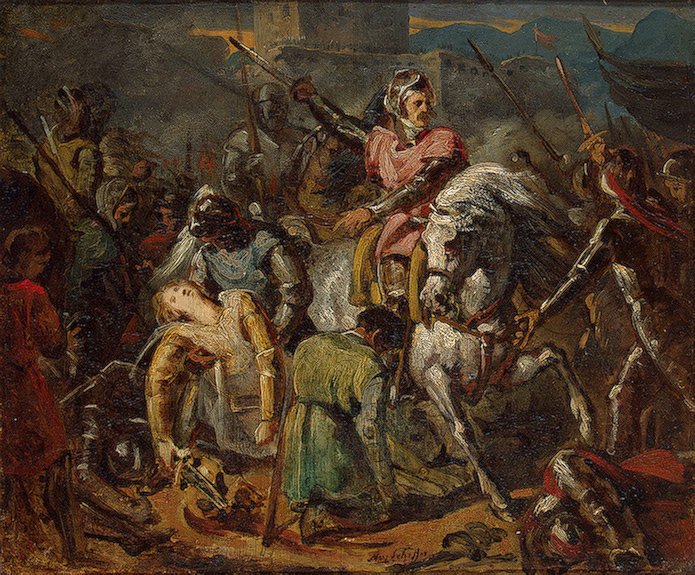
Der Tod von Gaston de Foix in der Schlacht bei Ravenna

Am 11. April kam es zur Entscheidungsschlacht. Das Heer der Heiligen Liga unterlag den Franzosen in der Schlacht bei Ravenna, doch Gaston de Foix fiel in der Schlacht. Der vollständige Sieg der Franzosen half nicht, Norditalien zu sichern, vielmehr mussten sie sich im August aus der Region zurückziehen.
Nach mehreren vergeblichen Versuchen in den Jahren zuvor gelang es Giano di Campofregoso mit Hilfe seines Verwandten Ottaviano, ihre ghibellinischen Gegenspieler, namentlich die Familie Adorno, aus Genua zu vertreiben. Giano wurde am 29. Juni zum Dogen der Republik Genua ernannt. Antoniotto Adorno paktierte in der Folge mit dem französischen König Ludwig XII., um die Macht in der Seerepublik wieder zu erlangen.

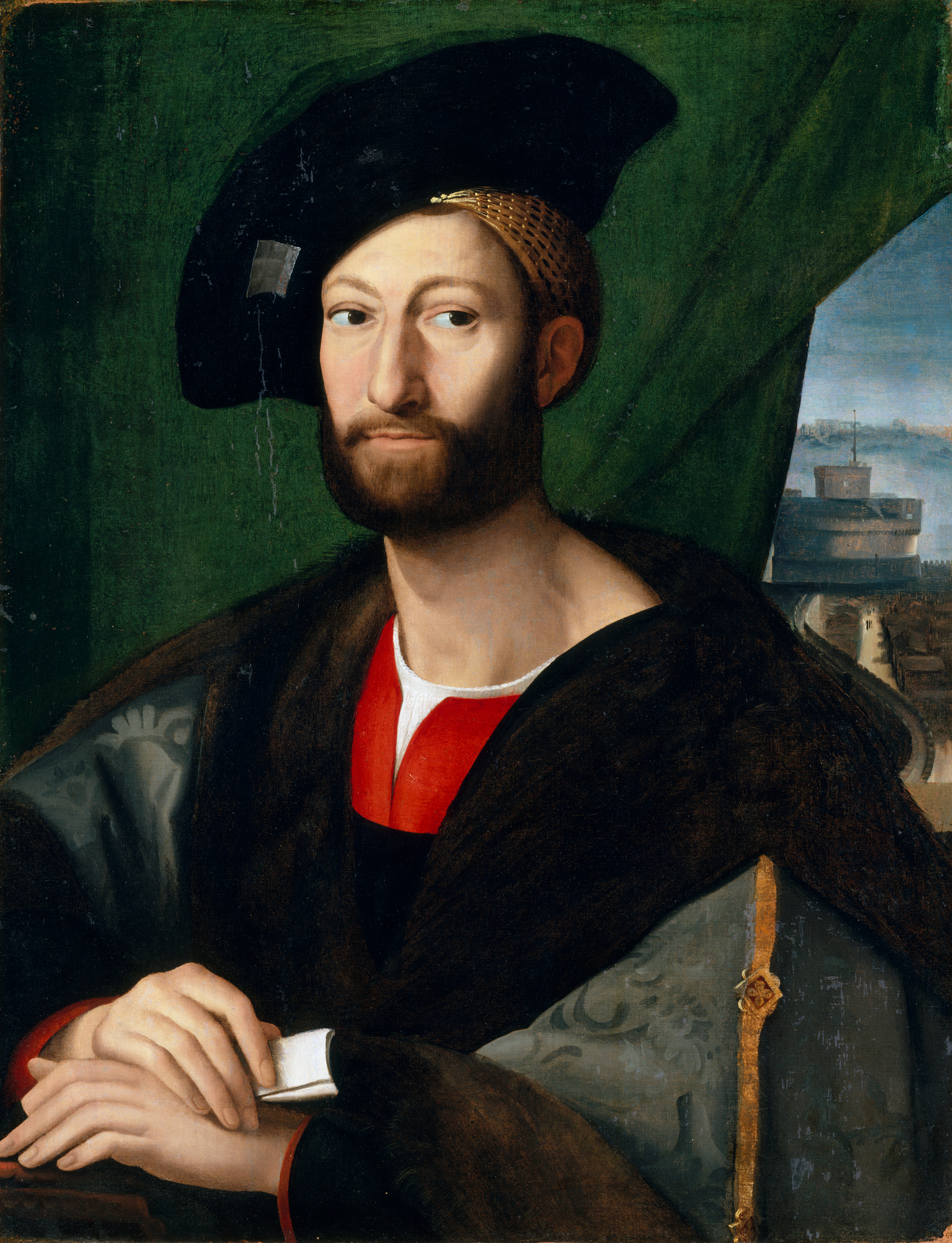
Giuliano di Lorenzo de’ Medici (Raffael)

Die Medici zogen am 31. August mit spanischer Hilfe wieder in Florenz ein. Die republikanische Stadtregierung unter Piero Soderini hatte ihnen zuvor heftigen Widerstand geleistet, der erst aufgegeben wurde, nachdem am 29. August die Stadt Prato erobert und geplündert worden war. Ein parlamento wurde einberufen und eine balia gebildet, die den Gran Consiglio der Republik abschaffte und eine Verfassung ähnlich jener von Lorenzo il Magnifico einführte. Giuliano di Lorenzo de’ Medici und sein Bruder Giovanni wurden de facto Herren der Stadt, verzichteten aber zum großen Teil auf Rachemaßnahmen. Nur der bisherige Staatssekretär der Republik und engster Vertrauter des geflohenen Soderini, Niccolò Machiavelli, wurde im November seines Amtes enthoben und musste eine Bürgschaft für zukünftiges Wohlverhalten in Höhe seines fünffachen bisherigen Jahresgehalts abliefern, eine Verpflichtung, der er nur mit Unterstützung von Freunden nachkommen konnte.
Schweizer Reisläufer erzwangen am 15. Dezember den Einzug Massimiliano Sforzas in Mailand und setzten ihn am 29. Dezember offiziell als Herzog ein. Als Gegenleistung musste dieser den Eidgenossen die Orte Lugano, Locarno, Mendrisio, das Valle Maggia und die Herrschaft Domodossola abtreten. Die Bündner erhielten das Veltlin, die Grafschaft Cläven und die Herrschaft Worms. Des Weiteren forderten die Schweizer eine einmalige Zahlung von 200.000 Dukaten und danach jährliche Zahlungen in Höhe von 40.000 Dukaten. Der Papst ließ unter dem Vorwand alter Lehnsrechte Parma und Piacenza besetzen.

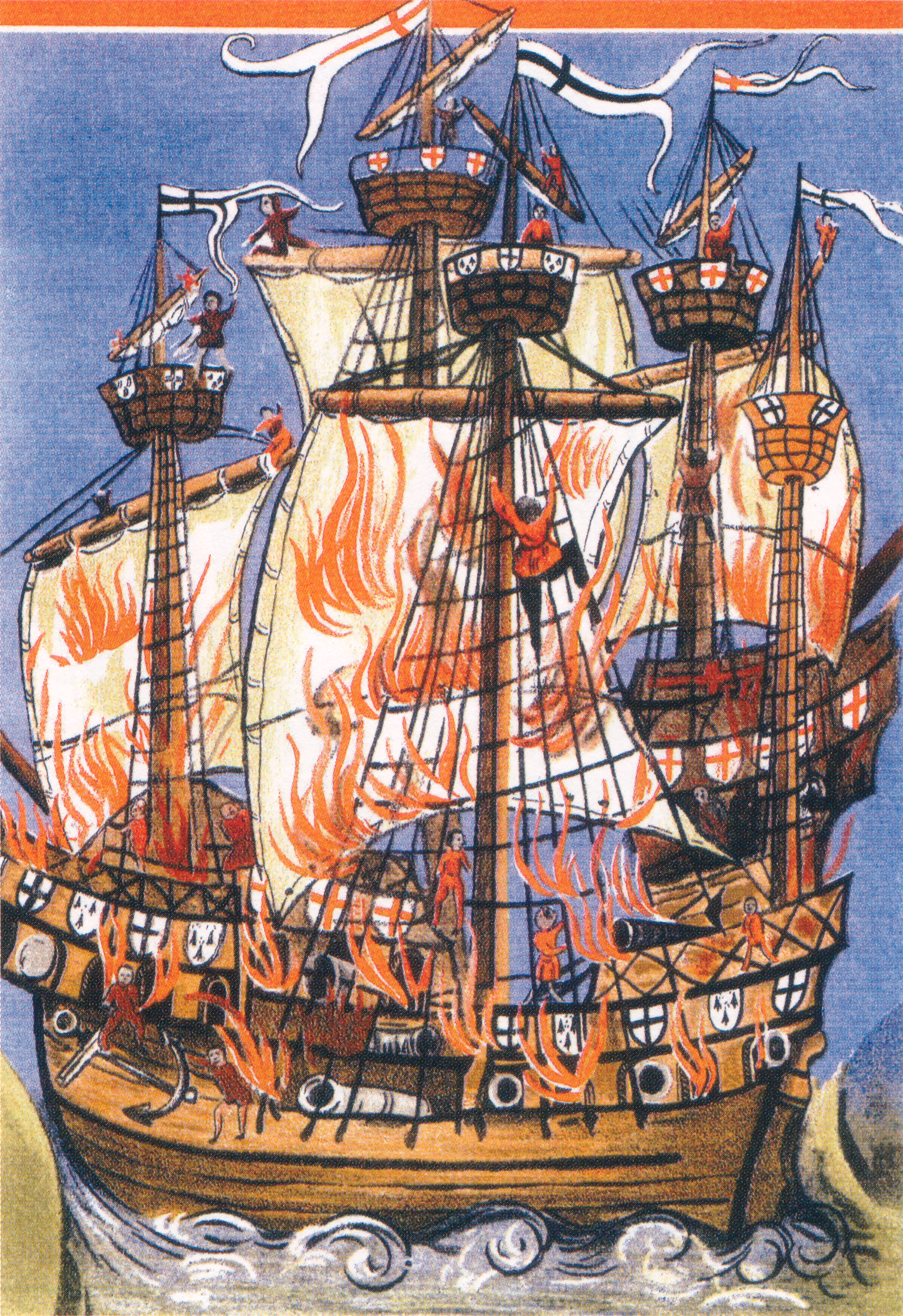
Die Cordelière und die Regent

Die Seeschlacht von Saint Mathieu am 10. August war die erste Seeschlacht, in der Kanonen auf speziellen Geschützdecks eingesetzt wurden. Die Schlacht zwischen einer englischen und einer französisch-bretonischen Flotte vor der bretonischen Küste nahe Brest endete unentschieden, doch wurden das bis dahin größte französische Kriegsschiff Marie la Cordelière und eines der größten englischen Kriegsschiffe jener Zeit, die Regent, versenkt. Der französische Kapitän Hervé de Portzmoguer kam zusammen mit fast 1600 französischen und englischen Matrosen und Marinesoldaten ums Leben.

#### Heiliges Römisches Reich
Im Zuge einer weiteren Reichsreform teilt Kaiser Maximilian I. auf dem Reichstag in Trier das Heilige Römische Reich in 10 Reichskreise ein, um eine bessere Verwaltung des Reichs durch das Reichsregiment zu ermöglichen. Zu den bereits seit 1500 bestehenden sechs Reichskreisen kommen der Burgundische Reichskreis, der Österreichische Reichskreis, der Obersächsische Reichskreis und der Kurrheinische Reichskreis hinzu. Daneben gibt es zahlreiche nicht eingekreiste zum Heiligen Römischen Reich zugehörige Territorien und Stände, darunter die Territorien in Reichsitalien, die Länder der Böhmischen Krone und die Territorien der Alten Eidgenossenschaft. Die Reichskreise haben bis zur Auflösung des Reichs 1806 Bestand.
- 30. Januar: Nach dem Tod seines Vaters Reinhard IV. wird Philipp II. Graf von Hanau-Münzenberg.

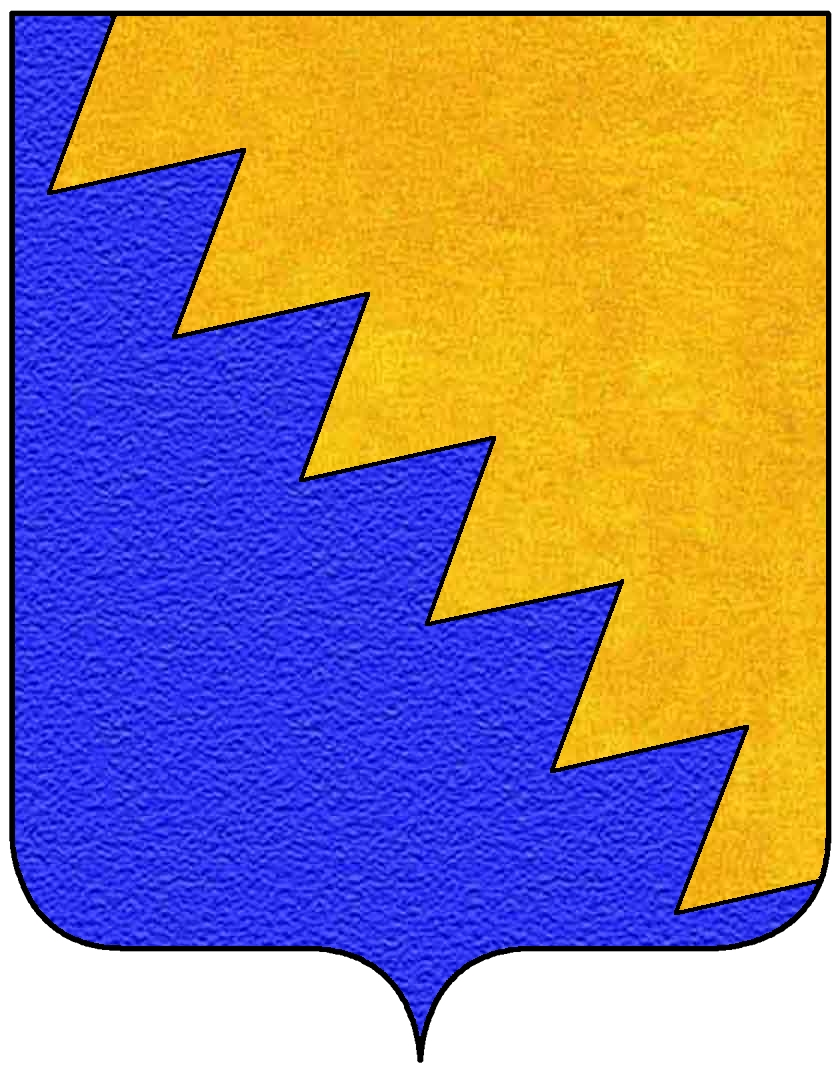
Wappen der Petrucci

- 21. Mai: Nach dem Tod von Pandolfo Petrucci erklären die sienesischen Ältesten, die durch einen fünf Jahre zuvor unterzeichneten Geheimvertrag gebunden sind, seinem ältesten Sohn Borghese Petrucci den Gehorsam und übertragen die Macht ihres Vaters als Leiter der Signoria auf diesen.

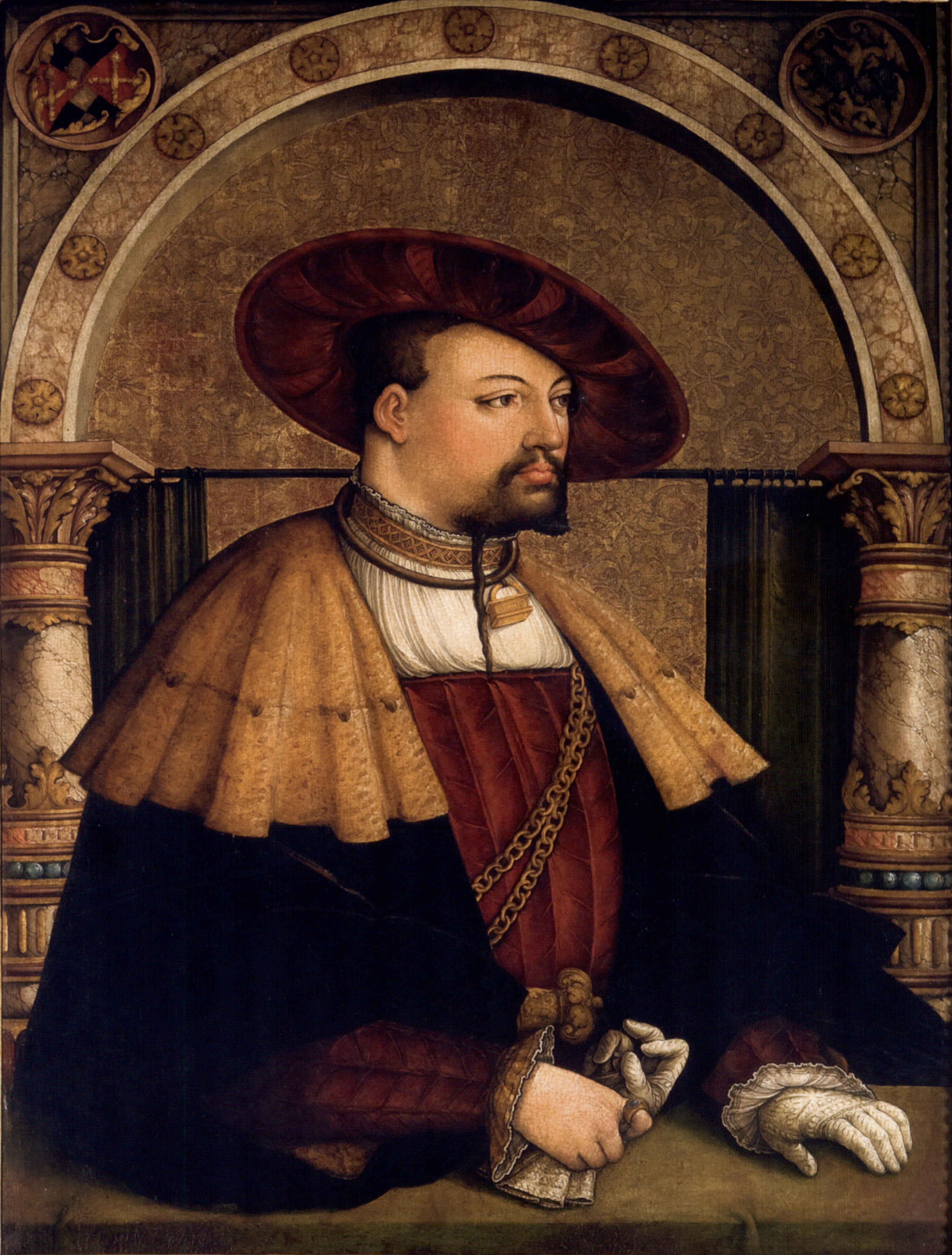
Eitel Friedrich III.

- 18. Juni: Eitel Friedrich III. wird nach dem Tod seines Vaters Eitel Friedrich II. Graf von Hohenzollern.
- 8. Oktober: Maximilian I. erstellt eine Reichsnotariatsordnung, deren Wirkung jedoch auf Grund des Verfalls der Reichsautorität gering bleibt.
- Bei Heldrungen wird mit dem Bau der Wasserburg der Festung Heldrungen begonnen. Das Bauwerk wird 1519 fertiggestellt.

#### Dänemark / Hanse
Der Friede von Malmö zieht am 23. April den Schlussstrich unter den Dänisch-Hanseatischer Krieg der Jahre 1510 und 1511 zwischen dem mit anderen Städten des Wendischen Städtebunds verbündeten Lübeck und Dänemark. In dem Frieden, der vom Lübecker Bürgermeister Thomas von Wickede gesucht wird, als sich abzeichnet, dass kein eindeutiger Sieger in dem ausgeglichenen Krieg zu erwarten ist, muss die Hanse den niederländischen Handel mit Dänemark zukünftig dulden.

#### Schweden
Der schwedische Reichsverweser Svante Sture stirbt am 2. Januar. Zu seinem Nachfolger wird vom Reichsrat der Geistliche Erik Trolle gewählt. Doch die Wahl wird von Svantes Sohn Sten Sture dem Jüngeren angefochten, der schließlich in einem neuerlichen Wahlgang zum Reichsverweser gewählt wird. Erik Trolle zieht sich daraufhin aus der aktiven Reichspolitik zurück.

#### Osteuropa
Das Verhältnis zwischen der Personalunion Polen-Litauen und dem Großfürstentum Moskau bleibt auch nach dem Friedensschluss von 1508 gespannt. Als den Moskauer Großfürsten Wassili III. die Nachricht von der angeblichen Verhaftung seiner Schwester Elena erreicht, eröffnet er den Krieg gegen König Sigismund, um einem erneuten Zusammenspiel zwischen Polen-Litauen und den Krimtataren zuvorzukommen. Am 14. November werden Moskauer Vorausabteilungen gegen Smolensk in Marsch gesetzt, am 19. Dezember schließt sich der Großfürst persönlich mit seinem Gefolge den vorrückenden Truppen an.

#### Osmanisches Reich

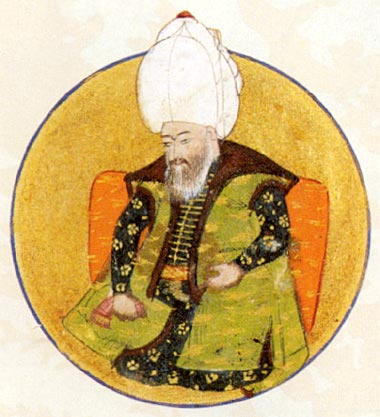
Bayezid II.

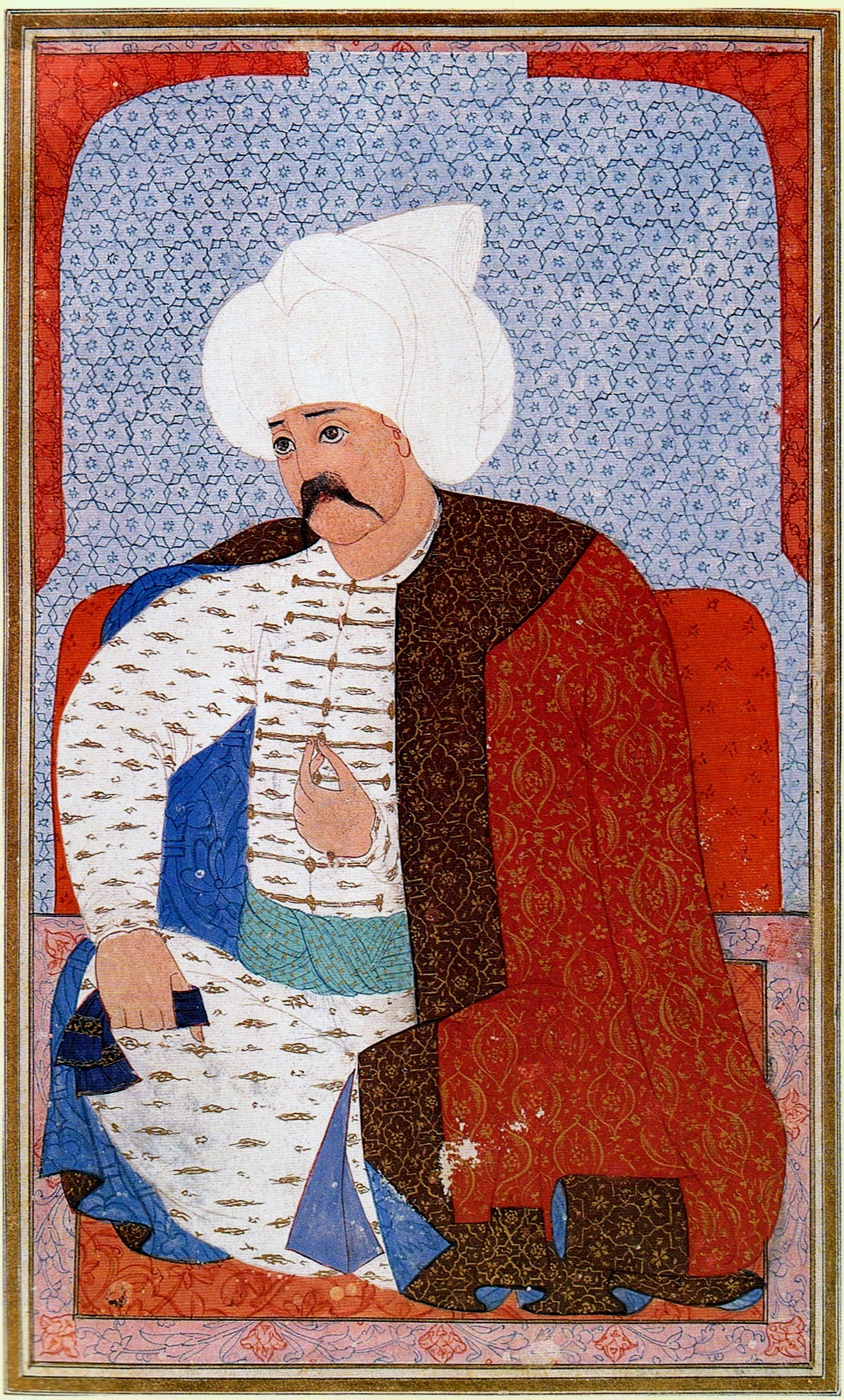
Sultan Selim I.

Selim I., genannt Yavuz „der Gestrenge“, setzt am 24. April seinen Vater Bayezid II. als Sultan ab und übernimmt die Herrschaft im Osmanischen Reich. Unter seiner Herrschaft setzt sich der Aufstieg des Reiches zur Weltmacht fort. Bayezid zieht sich nach Dimotika zurück, stirbt jedoch am 26. Mai unter ungeklärten Umständen auf der Reise. Selims erste Tat als Herrscher ist der Befehl, seine Brüder und alle seine Neffen hinzurichten, eine Vorgangsweise die seit Mehmed II. im Osmanischen Reich institutionalisiert ist. Um seinen Sohn Süleyman später nicht zur gleichen Tat zu zwingen, verzichtet er von nun an auf jeden weiteren Umgang mit seinen Frauen.

#### Asien
Als letztes der fünf Dekkan-Sultanate erringt Golkonda seine Unabhängigkeit vom Bahmani-Sultanat. Hauptstadt des neuen Sultanats ist zunächst Golkonda.
Das Khanat Chiwa in Choresmien wird gegründet, nachdem die Bevölkerung eine Armee der persischen Safawiden aus dem Land geworfen hat. Die wichtigsten Städte des Khanats sind Urgentsch und Chiwa. Obwohl der erste Khan Ilbars zum Geschlecht der Scheibaniden gehört, ist das Verhältnis zum benachbarten, ebenfalls von den Scheibaniden regierten Usbeken-Khanat gespannt.

#### Urkundliche Ersterwähnungen
Die Orte Hahn (als Hain), Hardt (als Hart), Hönde (als Honde) und Hürxtal (als Hovericheß Dal) werden erstmals urkundlich erwähnt.

### Wirtschaft
- Der älteste bekannte Zürcher Taler wird geprägt.

### Wissenschaft und Technik
- 6. Dezember: Die Nikolaischule, die erste weltliche Schule Leipzigs, wird eingeweiht.

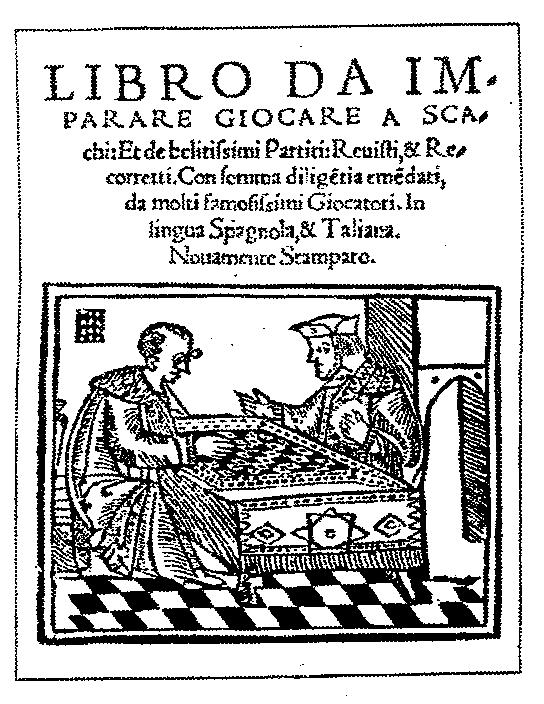
Titelseite mit Holzschnitt

- Der portugiesische Apotheker Damiano de Odemira veröffentlicht in Rom sein zweisprachiges Schachlehrbuch Questo libro e da imparare giocare a scachi et de le partite. Das Werk, in dem erweiterte Zugmöglichkeiten für den Läufer und die neue Figur der Dame vorgestellt werden, findet über die nächsten Jahrzehnte Verbreitung in ganz Europa.
- In Parma wird der berühmte Seeatlas des Vesconte Maggiolo gefertigt.

### Kultur
| Kultur | Kultur |
| --- | ------ |
| - Cinquecento in Italien - Renaissance - Hochrenaissance in Italien - Frührenaissance im deutschsprachigen Raum - Spätgotik - Manuelinik in Portugal - Isabellinischer Stil und Plateresker Stil in Spanien |        |

#### Bildende Kunst

##### Architektur
- Im hessischen Marburg beginnt unter Werkmeister Klaus von Wetzlar der Bau des neuen Rathauses im spätgotischen Stil.

##### Malerei

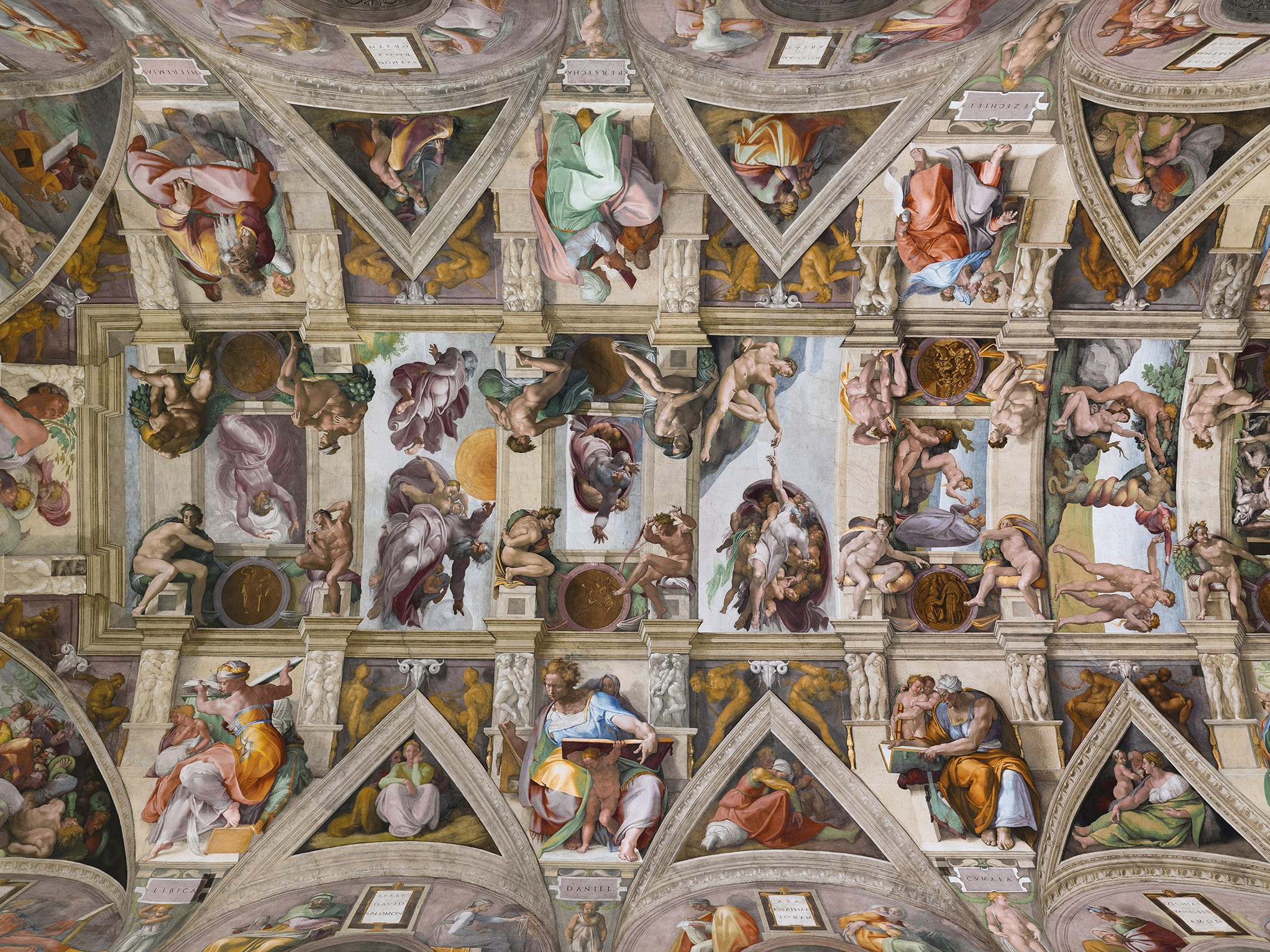
Decke der Sixtinischen Kapelle

Nach über vierjähriger Arbeitszeit wird am 1. November Michelangelo Buonarrotis Deckengemälde in der Sixtinischen Kapelle in Anwesenheit des Auftraggebers Papst Julius II. feierlich enthüllt. Sie zeigen Szenen aus der Genesis auf insgesamt 520 m² mit 115 überlebensgroßen Charakteren. Insbesondere das Fresko Die Erschaffung Adams wird eines der berühmtesten Werke der Kunstgeschichte.
- Der Meister des Prenzlauer Hochaltars vollendet sein Werk.
- Raffael beginnt im Auftrag von Papst Julius II.  mit dem Werk Sixtinische Madonna für den Hochaltar der Klosterkirche San Sisto in Piacenza. Anlass ist die Einverleibung der Stadt Piacenza in den Kirchenstaat nach dem Sieg über die Franzosen im Vorjahr.

### Religion
- 10. Mai: Das am 19. April von Papst Julius II. einberufene fünfte Laterankonzil beginnt. An der Eröffnungssitzung nehmen 15 Kardinäle und 79 Bischöfe teil, dabei handelt es sich fast ausschließlich um Italiener. Zunächst geht das Konzil an die Entmachtung des im Vorjahr vom französischen König Ludwig XII. einberufene Gegenkonzils von Pisa, das es als schismatisch verurteilt.
- ab Juni: Nachdem Kaiser Maximilian anlässlich seiner Anwesenheit in Trier zum Reichstag der Heilige Rock gezeigt worden ist, wird dieser in mehreren Präsentationen auch dem Volk auf dessen lautstarkes Verlangen gezeigt. Bis 1517 kommt es zu jährlichen Wallfahrten und „Zeigungen“ in Trier, danach in unregelmäßigen längeren Abständen.
- 5. Juli: Die Kirche St. Zeno in Reichenhall fällt einem verheerenden Brand zum Opfer. Bei der anschließenden Renovierung erfolgt eine umfangreiche Gotisierung.

Großmeisterwappen von Guy de Blanchefort

- 15. November: Emery d’Amboise stirbt. Guy de Blanchefort wird sein Nachfolger als Großmeister des Johanniterordens.

### Katastrophen
- Die Hansestadt Lünen brennt durch ein Großfeuer fast vollständig ab.

## Historische Karten, Ansichten und Urkunden

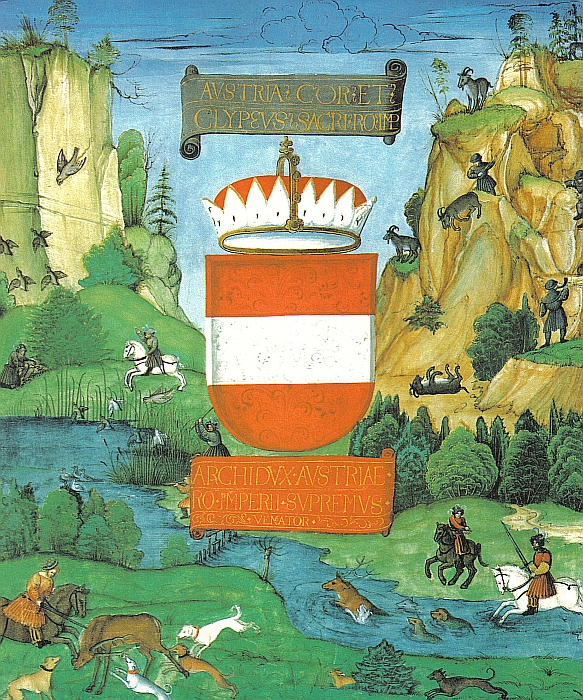
Titelseite des für Kaiser Maximilian I. angefertigten Exemplars des Privilegium Maius aus dem Jahr 1512

## Geboren

### Geburtsdatum gesichert
- 05. Januar: Robert IV. de La Marck, Herzog von Bouillon und Herr von Sedan († 1556)

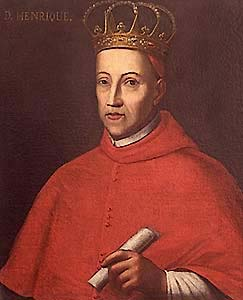
Heinrich I. von Portugal

- 31. Januar: Heinrich I., genannt „der Kardinalkönig“, König von Portugal, der letzte aus dem Hause Avis; Kardinal und Erzbischof von Lissabon († 1580)
- 05. März: Gerhard Mercator, flämisch-deutscher Mathematiker, Geograph, Philosoph, Theologe und Kartograf († 1594)
- 10. April: Jakob V., König von Schottland († 1542)
- 30. April: Georg II., Herzog von Münsterberg und Oels († 1553)
- 22. Juni: Daniel von Büren der Jüngere, Bürgermeister von Bremen († 1593)
- 23. Juni: Johann Fichard, Frankfurter Jurist († 1581)
- 24. Juni: Balthasar Brusch, Egerer Buchbinder, Buchhändler und Chronist († 1589)
- 01. Juli: Johanna von Pfalz-Simmern, Äbtissin im Kloster Marienberg († 1581)
- 05. Juli: Cristoforo Madruzzo, italienischer Kardinal († 1578)
- 17. Juli: Sibylle von Jülich-Kleve-Berg, Kurfürstin von Sachsen († 1554)
- 25. Juli: Diego de Covarrubias y Leyva, spanischer Kirchenjurist und Humanist († 1577)
- 27. August: Friedrich Staphylus, deutscher Theologe († 1564)
- 26. Oktober: Bartholomäus VI. Welser, Augsburger Patrizier († 1546)
- 04. Dezember: Jeronimo Zurita, spanischer Historiker († 1580)
- 25. Dezember: Stephan Riccius, deutscher evangelischer Theologe († 1588)

### Genaues Geburtsdatum unbekannt
- Galeazzo Alessi, italienischer Architekt († 1572)
- Edward Clinton, englischer Admiral († 1585)
- Martin Cromer, polnischer Geschichtsschreiber, Theologe und Bischof (1589)
- Prospero Fontana, italienischer Renaissancemaler († 1597)
- Devlet I. Giray, Khan der Krim († 1577)
- Urs Graf der Jüngere, Schweizer Goldschmied und Reisläufer († 1559)
- Thomas Grynaeus, württembergischer Theologe und Reformator († 1564)
- Volkmar Wolf von Hohnstein, Regent der Grafschaft Hohnstein († 1580)
- Johannes Holl, Augsburger Renaissance-Baumeister († 1594)
- Joachim Lüneburg, Bürgermeister von Lübeck († 1588)
- Fernando Vázquez de Menchaca, spanischer Jurist und Humanist († 1569)
- Hilmar von Münchhausen, deutscher Söldnerführer († 1573)
- John Parkhurst, Bischof von Norwich († 1575)
- Catherine Parr, Königin von England, letzte Gattin Heinrichs VIII. († 1548)
- Mikołaj Radziwiłł Rudy, litauischer Großkanzler und Großhetman, führender Vertreter des Calvinismus in Litauen († 1584)
- Melchor Bravo de Saravia, spanischer Anwalt und Politiker († 1577)
- Pontus de Tyard, französischer Dichter und Theologe († 1605)
- Rodrigo de Quiroga López de Ulloa, spanischer Konquistador und Gouverneur von Chile († 1580)

### Geboren um 1512
- 1509 oder 1512: Nicolò dell’Abbate, italienischer Maler († 1571)
- 1511 oder 1512: Francis Knollys, englischer Minister († 1596)

## Gestorben

### Erstes Halbjahr
- 02. Januar: Svante Sture, schwedischer General und Reichsverweser (* um 1460)
- 22. Januar: Jeanne de Bourbon, Gräfin von Auvergne (* um 1465)
- 30. Januar: Reinhard IV., Mitregent der Grafschaft Hanau-Münzenberg (* 1473)

- 02. Februar: Hatuey, Häuptling der Taino
- 09. Februar: Bernardino Fernández de Velasco y Mendoza, spanischer Militärführer und Politiker (* 1454)
- 12. Februar: Burkhart Engelberg, Augsburger Steinmetz und Baumeister (* 1447)
- 15. Februar: Matthias Scheit, Bischof von Seckau (* 1440)

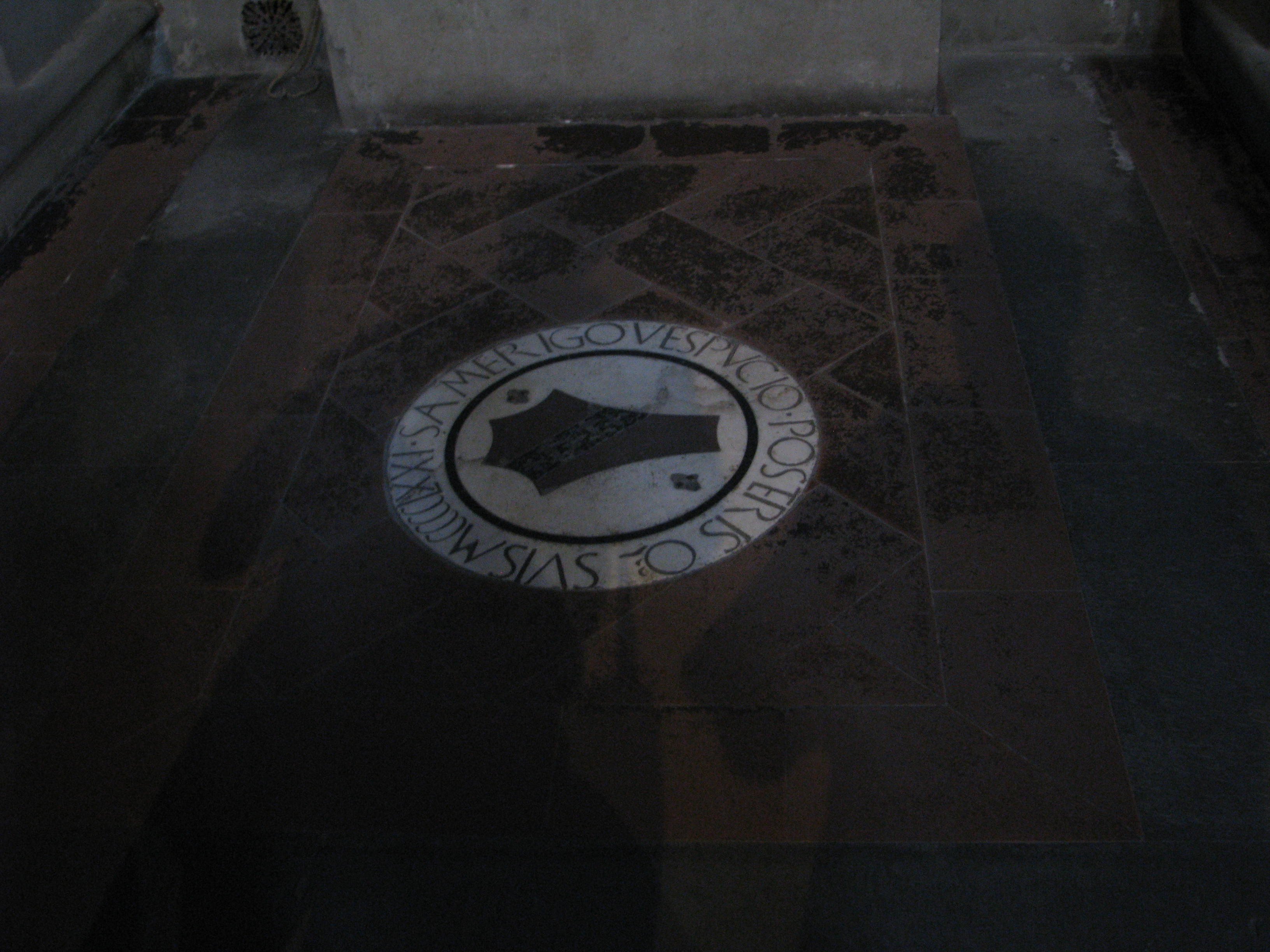
Vespuccis Grabstein in Florenz

- 22. Februar: Amerigo Vespucci, Florentiner Kaufmann, Navigator und Seefahrer, Namensgeber Amerikas (* 1454)
- 23. Februar: Sigismondo de’ Conti, italienischer Humanist, Historiker und päpstlicher Sekretär (* 1432)

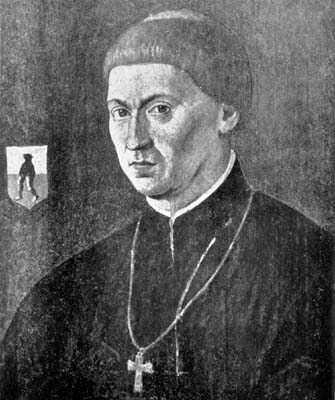
Lucas Watzenrode

- 12. März: Alonso de Fonseca II., Erzbischof von Santiago de Compostela und Sevilla (* 1440)
- 29. März: Lucas Watzenrode, Fürstbischof des Ermlandes (* 1447)

- vor dem 6. April: Giovanni Marinoni, italienischer Maler (* um 1455)
- 08. April: Margarete von Braunschweig-Lüneburg, Herzogin von Mecklenburg-Stargard (* 1442)

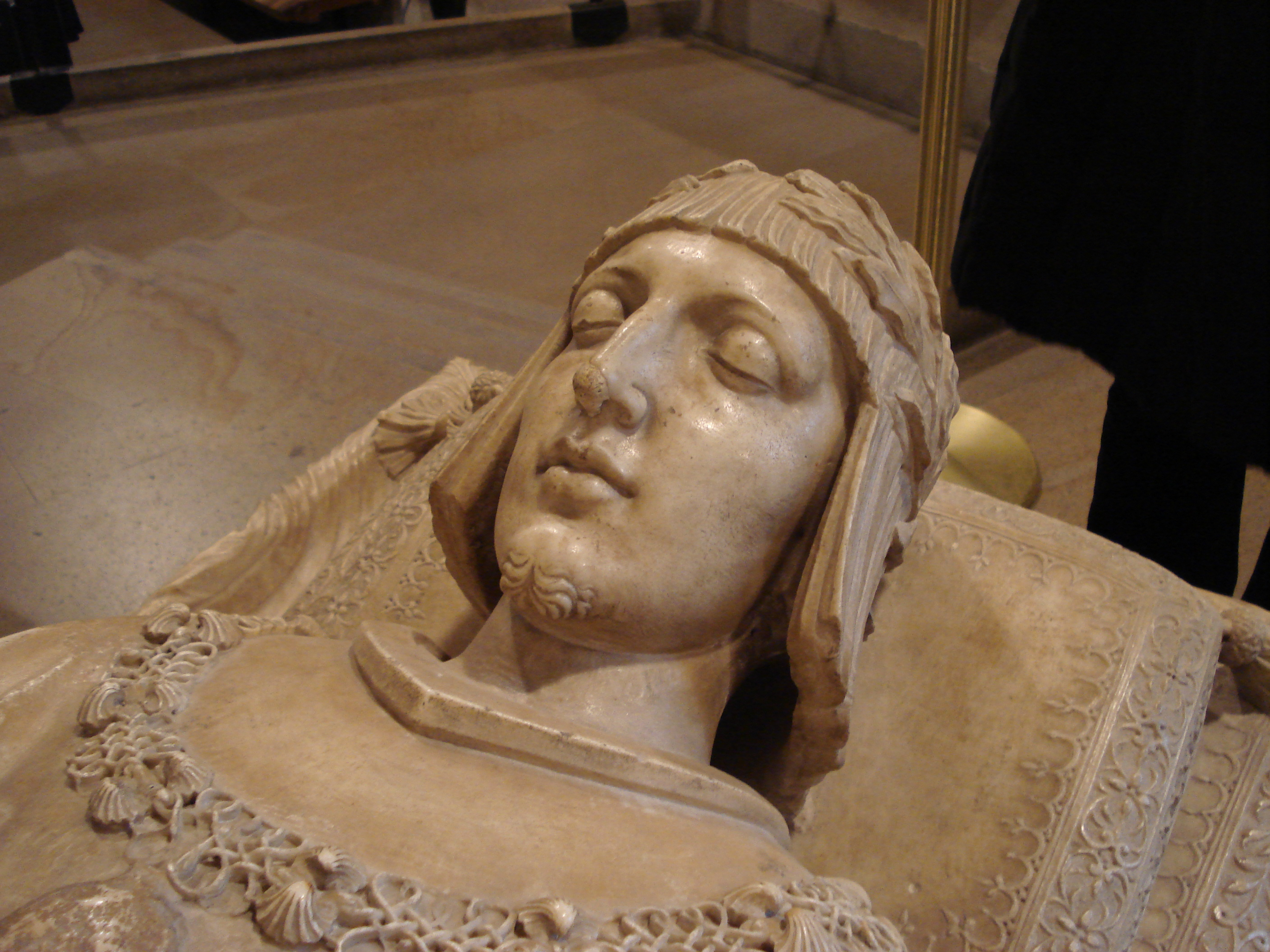
Grab von Gaston de Foix im Castello Sforzesco in Mailand

- 11. April: Gaston de Foix, französischer Feldherr, Herzog von Nemours (* 1489)
- 24. April: Nikolosa Bursa, Benediktinerin und Äbtissin des Klosters auf dem venezianischen San Servolo

- 14. Mai: Peter Anton von Clapis, deutscher Humanist (* um 1440)
- 21. Mai: Pandolfo Petrucci, Tyrann der Republik Siena (* 1452)
- 26. Mai: Bayezid II., Sultan des Osmanischen Reichs und Dichter (* 1447)
- 30. Mai: Hans Rudolf von Scharnachthal, Schultheiss von Bern

- 13. Juni: Elisabeth von Rietberg, Gräfin von Ostfriesland (* um 1483)
- 18. Juni: Eitel Friedrich II., Graf von Hohenzollern (* 1452)
- 20. Juni: Gotō Yūjō, japanischer Schwertschmied (* 1440)

### Zweites Halbjahr
- 11. Juli: Hartmann Feierabend, eidgenössischer Geistlicher und Humanist, Begründer der Badischen Stiftsbibliothek (* um 1450)
- 17. Juli: Pallas Spangel, katholischer Priester, Theologe und Rektor der Universität Heidelberg, außerdem Berater des Kurfürsten und kurpfälzischer Vizekanzler (* um 1445)

- 02. August: Alessandro Achillini, italienischer Philosoph und Arzt (* 1463)
- 10. August: Hervé de Portzmoguer, bretonischer Adliger und Seeoffizier (* zw. 1473 und 1478)
- 15. August: Imperia Cognati, römische Kurtisane (* 1486)
- vor dem 29. August: Georg Krafft, Rot- und Gelbgießer und Kurmainzer Büchsenmeister

- 10. September: Heinrich Castorp, Kaufmann, Ratsherr und Bürgermeister der Hansestadt Lübeck
- 15. September: John Stewart, 1. Earl of Atholl, schottischer Adeliger (* um 1440)
- 29. September: Johannes Engel, bayrischer Mediziner, Astronom, Astrologe, Physiker und Mathematiker (* 1463)

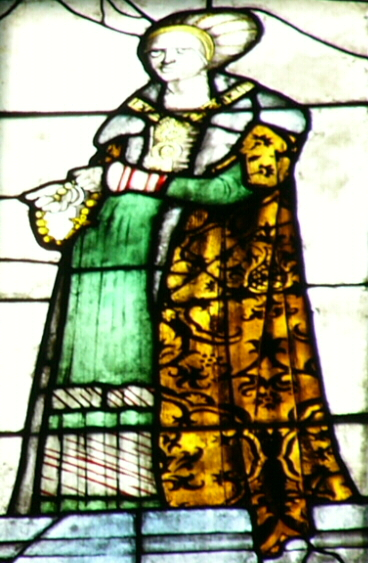
Darstellung Sofias im Markgrafenfenster von St. Sebald in Nürnberg

- 05. Oktober: Sofia Jagiellonka, Markgräfin von Brandenburg-Kulmbach und Brandenburg-Ansbach (* 1464)
- 13. Oktober: Johann Biermost, deutscher Jurist, Rektor der Universität Erfurt und Offizial des Bischofs von Naumburg
- 31. Oktober: Anna von Sachsen, Kurfürstin von Brandenburg (* 1437)

- 11. November: Wolfgang von Polheim, österreichischer Adeliger  (* 1458)
- 13. November: Emery d’Amboise, Großmeister des Johanniterordens
- 25. November: Anna von der Borch, von 1509 bis 1512 Äbtissin des Frauenstiftes Kaufungen

### Genaues Todesdatum unbekannt
- John Brooke, 7. Baron Cobham, englischer Adeliger
- Gonçalo Coelho, portugiesischer Entdecker (* um 1451)
- Olivier van Ghent, flämischer Bildhauer (* 1470)
- Dietrich Gresemund, deutscher humanistischer Autor (* 1477)
- Nils Henriksson, norwegischer Adliger und Großgrundbesitzer (* 1455)
- Heinrich VII. von Montfort-Rothenfels, deutscher römisch-katholischer Geistlicher (* 1456)
- Ludwig Vergenhans, deutscher Rechtsgelehrter, Kleriker und Diplomat (* um 1425/30)

### Gestorben um 1512
- Hieronymus Brunschwig, deutscher Arzt und Autor (* um 1450)
- Michel Colombe, französischer Bildhauer (* um 1430)
- Francesc Vicent, valencianischer Schachbuchautor (* um 1450)